# Landschaftsschutzgebiet Palinger Heide und Halbinsel Teschow
Das Landschaftsschutzgebiet Palinger Heide und Halbinsel Teschow liegt im Landkreis Nordwestmecklenburg in Mecklenburg-Vorpommern. Es wurde 2011 errichtet und umfasst Flächen der Gemeinden Selmsdorf, Lüdersdorf  und Dassow.

## Ausdehnung
Das Landschaftsschutzgebiet umfasst im nördlichen Bereich die Halbinsel Teschow am Unterlauf der Trave und zieht sich dann in südlicher Richtung über den Staatsforst Hohe Meile an Selmsdorf vorbei entlang der ehemaligen innerdeutschen Grenze bis nach Herrnburg. Im westlichen und nördlichen  Verlauf ist die Grenze des Landschaftsschutzgebietes mit der Landesgrenze zwischen Mecklenburg-Vorpommern und Schleswig-Holstein identisch. Die östliche Grenze verläuft vom Mündungsbereich der Stepenitz an südlich der Allee an der Bundesstraße 105 bis in Höhe der Ortslage Selmsdorf und von dort in Richtung Süden entlang der Kreisstraße K 1 zwischen  Selmsdorf und Lüdersdorf. Die südliche Grenze des Landschaftsschutzgebietes wird unter Aussparung der Ortslage Herrnburg durch die Bahnstrecke Lübeck–Bad Kleinen begleitet. Südlich der Bahnlinie sind kleinräumig Flächen um den Palinger Bach einbezogen.
Im Norden schließt es an die Naturschutzgebiete Selmsdorfer Traveufer, Uferzone Dassower See und Stepenitz- und Maurine-Niederung an, im Süden an das Naturschutzgebiet Wakenitzniederung und im Südwesten an das schleswig-holsteinische Naturschutzgebiet Wakenitz.

## Grünes Band
Die Errichtung des Landschaftsschutzgebiets schloss die letzte Lücke im Biotopverbundkorridor Grünes Band entlang der ehemaligen innerdeutschen Grenze auf dem Gebiet des Landkreises Nordwestmecklenburg. Der Bereich entlang der Grenze am Lübecker Landgraben ist durch § 1 Abs. 3 der LSG-Verordnung als besondere Schutzzone innerhalb des Landschaftsschutzgebietes ausgewiesen.

## Charakter
Das Landschaftsschutzgebiet ist charakterisiert als eine Kulturlandschaft mit naturnahen Elementen.

### Halbinsel Teschow und Hohe Meile
Der nördliche Bereich ist geprägt durch das Traveufer. Mit einer Höhe von 30,2 m HN befindet sich hier eine der höchsten Erhebungen im Küstenbereich des Landkreises. Das eigentliche Ufer, das hier ein Steilufer bildet, ist zwischen der Landesgrenze und der Spitze der Halbinsel Teschow auf einer Länge von sechs Kilometern und einer Fläche von 123 Hektar als eigenes Naturschutzgebiet Selmsdorfer Traveufer geschützt.

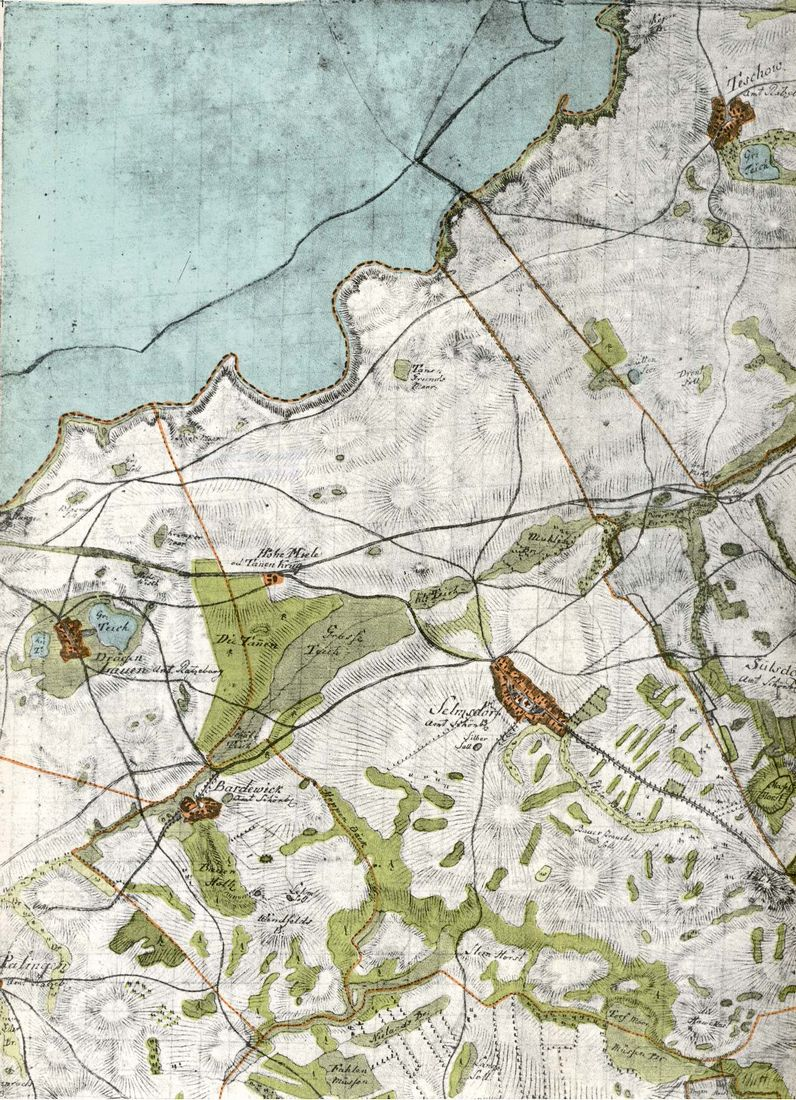
Hohe Meile auf der Wiebeking-Karte (vor 1793)

Der früher großherzogliche, jetzt Landesforst Hohe Meile zwischen Selmsdorf und dem Traveufer ist benannt nach einem Forstort an der Landstraße nach Lübeck nordwestlich von Selmsdorf, der zur Vogtei Schönberg im ehemaligen Fürstentum Ratzeburg gehörte. Die Siedlung, auch niederdeutsch Hohemiele genannt, bestand aus dem Forsthof und dem Gasthof Tannenkrug. Der Tannenkrug der Försterei Hohemeile war eine florierende Wirtschaft an der Landstraße von Lübeck nach Wismar, die sich kurz danach gabelte. Damit verbunden war die Sage Die alte Mordkuhle. Beim Forsthof entstand nach 1945 eine Kaserne der Grenztruppen der DDR.

### Palinger Heide
Der Hauptteil des Gebietes umfasst die Palinger Heide zwischen Palingen und der Landesgrenze. Bedingt durch die feinkörnigen und besonders nährstoffarmen Beckensande des Lübecker Beckens haben sich hier Binnendünen gebildet, die heute zu einem großen Teil bewaldet sind. Die Gewässerniederungen sind durch nacheiszeitlich entstandene Niedermoortorfe  geprägt. Dadurch gibt es einen kleinräumigen Wechsel zwischen  Feuchtbereichen und trockenen und  nährstoffarmen Bereichen, was zu einer hohen Standortvielfalt führt. Trocken- und Halbtrockenrasen mit zum Teil zusammenhängenden Heidekrautbeständen   (Calluna-Heide) befinden sich im westlichen Bereich des Landschaftsschutzgebietes. Zu den Mooren zählen das Möwenmoor im Südwesten, das Hoppenmoor im Nordwesten sowie Petrusmoor, Kiebitzmoor und Steinbeckenmoor. Von besonderer Bedeutung für den Landschaftscharakter sind auch die vorhandenen Gewässer: der Palinger Bach mit  teilweise  naturnahen Abschnitten, der Selmsdorfer Graben, der Große Teich („Torfmoor“) bei Selmsdorf, die beiden Lauener Seen, der Grotendiek bei Teschow sowie die Moorgewässer in der Palinger Heide.

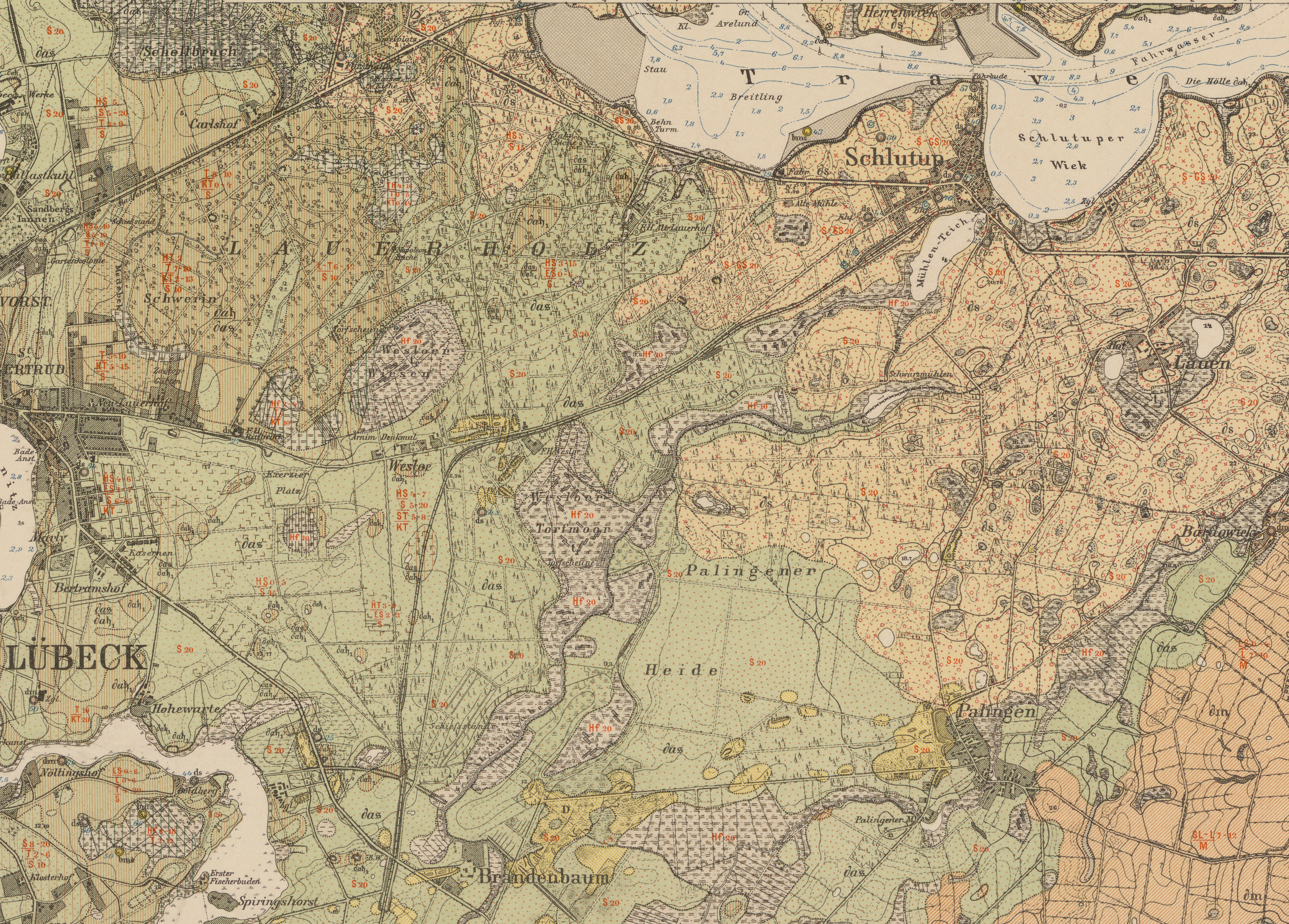
Geologische Karte der Palinger Heide (1915)

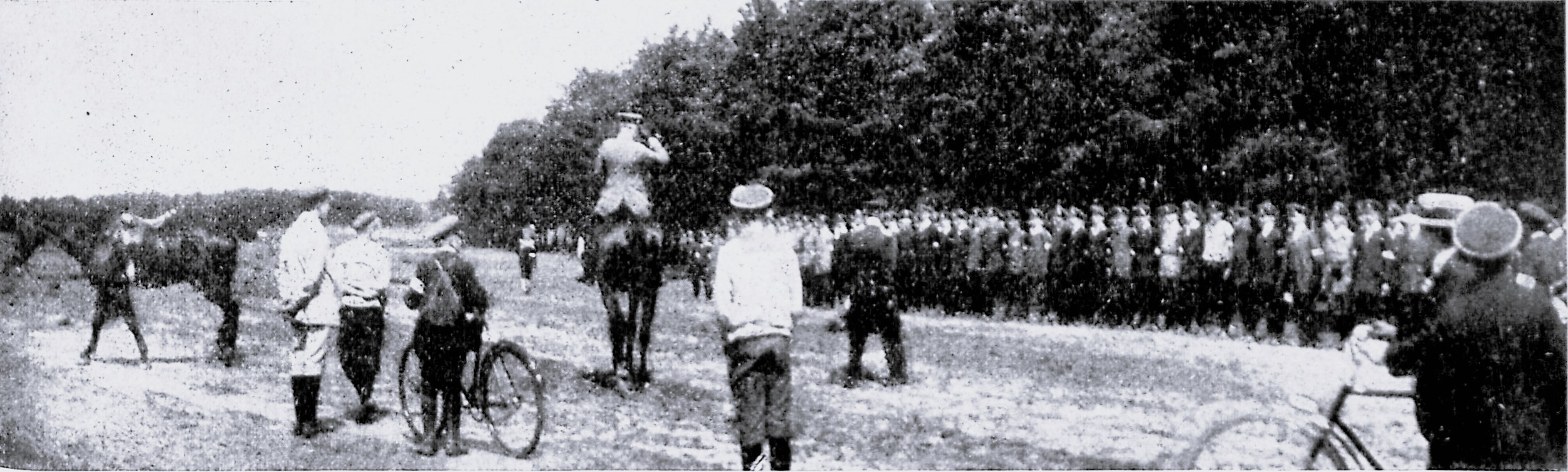
Lübeckische und Altonaer Jugendwehren im Juni 1915 zu einer kriegsmäßigen Übung.

Historisch ist das Gebiet geprägt durch intensive Rodungen bis ins 18. Jahrhundert. 1789 war der Bereich vollständig entwaldet. Es folgten Bemühungen zur Wiederaufforstung (Waldmehrung) ab dem 19. Jahrhundert. Hinzu kam Torfabbau seit dem 19. Jahrhundert, der zur Errichtung von Torfstichen, Torfscheunen und Arbeiterkolonien führte. Die Palinger Heide diente dem in Lübeck stationierten Infanterie-Regiment „Lübeck“ (3. Hanseatisches) Nr. 162 als Truppenübungsplatz und der Lübecker Bevölkerung als Naherholungsgebiet.

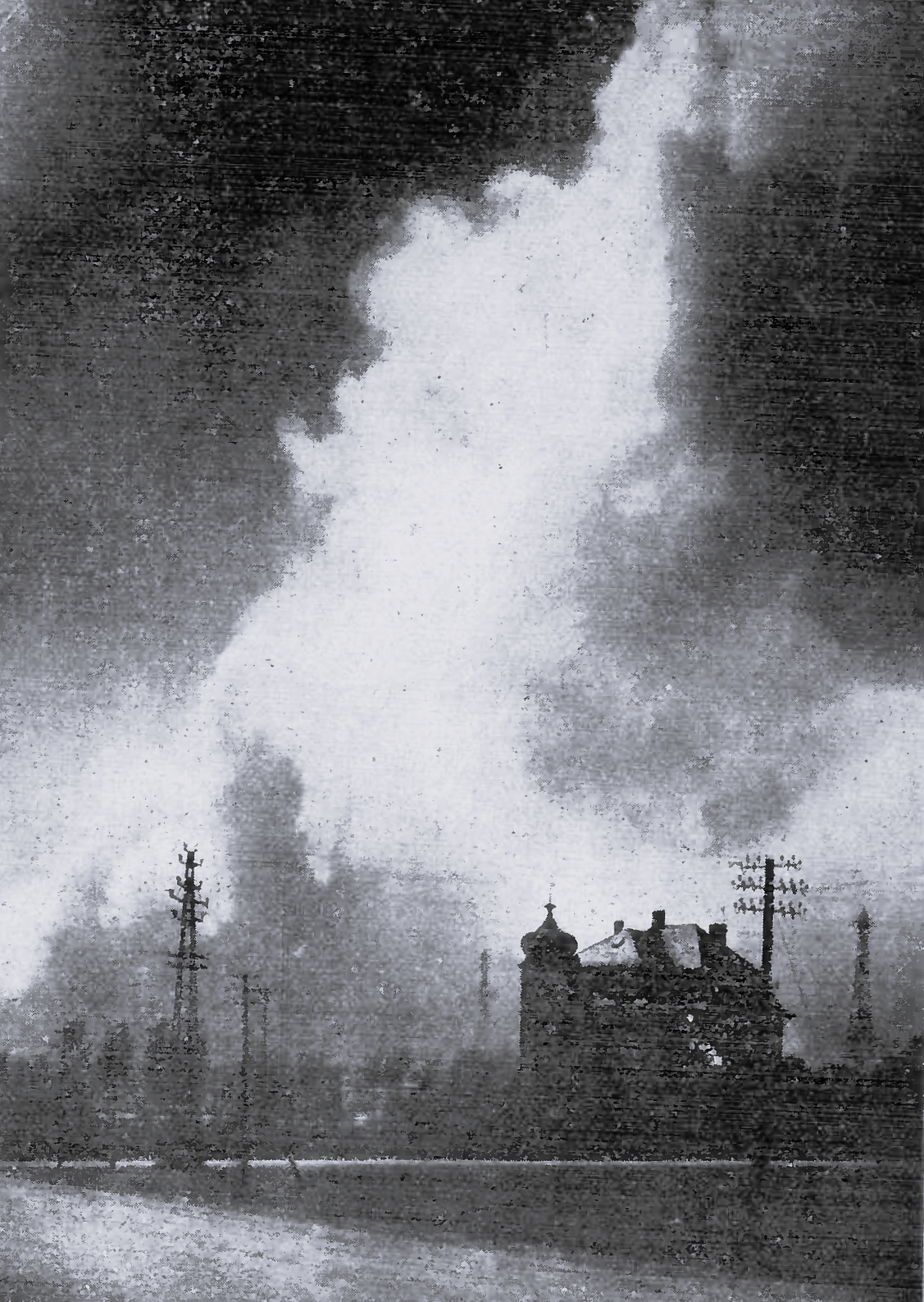
Heide- und Waldbrand bei Palingen am 9. Juni 1915

Am 9. Juni 1915 fielen beim Heide- und Waldbrand ein Quadratkilometer Wald- und Heidestand zum Opfer.
Erste Bemühungen zum Schutz der Heide gab es schon vor dem Ersten Weltkrieg. Der Lübecker Ornithologe Werner Hagen referierte 1909 vor der Lübecker Gesellschaft zur Beförderung gemeinnütziger Tätigkeit über das Tier- und Vogelleben der Palinger Heide und der Moore und regte ihren Schutz an. Die größte Gefährdung in der Zwischenkriegszeit ging von dem Plan aus, die Heide als Rieselfeld für die Abwässer von 70000 Einwohnern aus den Lübecker Stadtgebieten St. Gertrud, Marli und Innenstadt zu nutzen. Dazu sollte eine Druckrohrleitung von 11,4 km Länge gelegt werden. Der Plan kam nicht zur Ausführung.
In den 1930er Jahren gab es Bestrebungen von Lübecker Seite, diese Flächen zu erwerben. Die Grenze im Palinger Gebiet sollte so verlegt werden, dass sie mit der des Truppenübungsplatzes übereinstimmte. Dazu kam es jedoch nicht mehr. Mit dem Ende des Zweiten Weltkriegs und der Errichtung der innerdeutschen Grenze hörten diese Nutzungen und die Zugänglichkeit von Westen vollständig auf. Die noch in den 1950er Jahren überwiegend offene Palinger Heide wurde 1960 aufgeforstet, so dass ein Großteil des Gebietes heute bewaldet ist. Das grenznahe Dorf Bardowiek wurde zur Wüstung. Die Grenztruppen der DDR überformten Teile des Gebiets zum Zweck der Grenzsicherung und legten einen Kolonnenweg an. Der untere Teil des Palinger Baches wurde zur Grenzsicherung nach Osten umgeleitet und mündet seither in den Lüdersdorfer  Graben. Ansonsten entwickelten sich durch die abgeschottete Grenzlage naturnahe Strukturen.

## FFH-Gebiet
Innerhalb des Landschaftsschutzgebietes befindet sich das 273 Hektar große FFH-Gebiet „Moore in der Palinger Heide“ (DE 2130-303). Es setzt sich aus drei Teilflächen im Bereich der Palinger Heide zusammen. Eine ca. 144 ha große Teilfläche erstreckt sich entlang des Landgrabens an der Landesgrenze nach Schleswig-Holstein zwischen Herrnburg und der B 104 bei Schlutup. Zwei weitere, ca. 58 ha bzw. 71 ha große Teilflächen liegen in den Waldflächen der  Palinger  Heide zwischen Palingen und der B 104.
Auf der westlichen, Lübecker Seite des Landgrabens schließt sich das ähnliche FFH-Gebiet „Moorwälder am Wesloer Moor und am Herrnburger Landgraben“ (FFH DE 2130-352) mit großräumigem sekundärem Moorwald, bodensaurem Eichenwald, Erlenbruchwald und Heideresten an.
Im südwestlich angrenzenden schleswig-holsteinischen Naturschutzgebiet Wakenitz ist das FFH-Gebiet „Herrnburger Dünen“ (DE 2130-322) ausgewiesen, im mecklenburgischen Naturschutzgebiet Wakenitzniederung das FFH-Gebiet „Herrnburger Binnendüne und Duvennester Moor“ (DE-2130-302).

### Charakteristische Flora und Fauna
- Zwergstrauch- und Wacholderheiden[8]
- Dünen mit offenen Grasflächen mit Corynephorus und Agrostis
- Torfstiche einschließlich der Ufervegetation
- Moorwälder
- Große Moosjungfer
- Schwimmendes Froschkraut
- Moorfrosch (Rana arvalis)